# George Wallace (film)
George Wallace is een Amerikaanse dramafilm uit 1997 onder regie van John Frankenheimer.

## Verhaal
De rechter George Wallace gaat in de politiek en wordt gouverneur van Alabama voor de Democraten. Tijdens zijn politieke loopbaan wordt hij gecorrumpeerd door zijn zucht naar macht en aanzien. Hij verandert geleidelijk in een racist en wordt een van de meest verguisde figuren uit de Amerikaanse politiek. Een van zijn meest bekende acties werd Stand in the Schoolhouse Door. Na een mislukte aanslag op zijn leven raakt hij verlamd.

## Rolverdeling
| Acteur                | Personage                    |
| --------------------- | ---------------------------- |
| Gary Sinise           | George C. Wallace            |
| Mare Winningham       | Lurleen Wallace              |
| Clarence Williams III | Archie                       |
| Joe Don Baker         | Jim Folsom                   |
| Angelina Jolie        | Cornelia Wallace             |
| Terry Kinney          | Billy Watson                 |
| William Sanderson     | T.Y. Odum                    |
| Mark Rolston          | Ricky Brickle                |
| Tracy Fraim           | Gerald Wallace               |
| Skipp Sudduth         | Al Lingo                     |
| Ron Perkins           | Nicholas Katzenbach          |
| Mark Valley           | Bobby Kennedy                |
| Charles Bartlett      | Manifestant                  |
| Terrence Beaser       | Manifestant                  |
| Chuck A. Bernard      | Spreker op het partijcongres |